# Pécsi kitüntetések és díjak
Pécs városának kitüntetéseit és díjait 1991 óta minden évben Pécs Megyei Jogú Város ünnepi közgyűlésén szavazzák meg. Az évente kiosztandó elismerő kitüntetések (Pécsi díszpolgár, Pro Civitate, Pro Communitate, Városháza emlékérem, Szakmai kitüntetések) mellett 1996-ban Millecentenáriumi díjat, 2000-ben pedig Millenniumi díjat is adtak át. A szakmai kitüntetések: Pécs Város Közművelődési Díja, Pécs Város Oktatási Díja, Pécs Város Művészeti Díja, Pécs Város Testnevelési és Sport Díja, Pécs Város Műszaki Díja, Pécs Város Szociális Díja, Pécs Város Közszolgálati Díja, Pécs Város Tudományos Díja, Pécs Város Humanitárius Díja, Pécs Város Kisebbségi Díja, Pécs Város Közbiztonsági Díja, Pécs Város Sajtódíja, Év Tűzoltója kitüntetés, Év Rendőre kitüntetés, Pécsi Sporttámogatási Közalapítvány Kuratóriuma emlékplakett és oklevél, Pécs Megyei Jogú Város Önkormányzata Támogatási Közalapítványa "Az év szociális segítője" kitüntető cím, Pécsi Civil Szervezetek Közössége "Empátia Díja". A kitüntetések és kitüntető szakmai díjak adományozásával ismeri el az önkormányzat a város azon közösségeit és polgárait, akik a város gazdasági, tudományos, művészeti, kulturális, oktatási és sportéletében, valamint a város közéletében való közreműködésükkel maradandót alkottak, kiemelkedő teljesítményt nyújtottak vagy más, a köz érdekében végzett tevékenységükkel szolgálták a civitast. A díjakat minden évben a polgármester adja át szeptember 1-jén, Pécs város ünnepnapján.

## Pécs díszpolgárai
A díjat 1991 óta ítélik oda Pécs városáért végzett kiemelkedő munkáért.

## Pro Civitate díj
A „Pro Civitate” emlékérem – a díszpolgári címhez történő adományozáson túl általában egy életmű elismeréseként annak a polgárnak adható, aki a város gazdasági, tudományos, kulturális, művészeti, oktatási, sportéletében, vagy a közélet egyéb területein hosszú ideig, kimagasló tevékenységet végzett.

## Pro Communitate díj
A „Pro Communitate” emlékérem annak a polgárnak, illetve polgárok azon közössége részére adományozható, aki vagy amelyek a város rangját emelő, hírnevét öregbítő egyszeri aktuális, vagy kiemelkedő folyamatos, egyéni vagy kollektív teljesítményt nyújtottak.

## Városháza emlékérem
A Közgyűlés azon polgároknak, akik a köz érdekében végzett tevékenységükkel szolgálták a civitast, „Városháza Emlékérem” kitüntetést adományoz. Évente négy emlékérem adományozható. A „Városháza Emlékérem” adományozásával oklevél és 200 000 Ft pénzjutalom jár. A „Városháza Emlékérem” egy 100 mm-es átmérőjű szabályos kör alakú, két oldalas érem. Előlapja a Városházát ábrázolja. Az előlep bal oldali hátterében – a Városháza korábbi épületére utalva – látható a torony egy részlete. Az emlékérem hátlapján Pécs Megyei Jogú Város „kis címere” látható, Városháza Emlékérem Pécs körirattal. A „Városháza emlékérem” Soltra E. Tamás szobrászművész alkotása.

## Szakmai kitüntető díjak
A város életében kimagasló szakmai teljesítményt nyújtó polgárok részére érdemeik elismeréseként díjat oszt ki Pécs városának önkormányzata. A díjak adományozására javaslatot tehet Pécs Megyei Jogú Város Önkormányzatának tisztségviselői és Pécs Megyei Jogú Város Közgyűlésébe megválasztott önkormányzati képviselői. Javaslatot tehetnek továbbá a Közgyűlés bizottságai, a szakmai kamarák és
szövetségek, egyesületek, érdekvédelmi szervezetek, tudományos, felső-, közép-, alsó fokú oktatási intézmények vezetői, sportegyesületek vezetői, a tevékenységi körüket érintő szakmai kitüntetési díj adományozására. A szakmai kitüntető díjakból évente díjanként egy-egy adományozható. A díjak adományozásakor a kitüntetett emlékérmet, az adományozásról szóló oklevelet és ezzel egyidejűleg 150 000 Ft pénzjutalmat vesz át.